# Eloeophila aprilina
Eloeophila aprilina là một loài ruồi trong họ Limoniidae. Chúng phân bố ở miền Tân bắc.